# Santuário de Mi-sön
Mỹ Sơn (Thánh địa Mỹ Sơn, UNESCO France Mi-sön), a 60 km de Da Nang, no Vietname, é o mais importante sítio arqueológico do reino de Champa e é Património da Humanidade pela Unesco. Aqui foram sepultados os reis da dinastia Cham que dominaram o Vietnam central nos séculos II a XII.